# Aída Gómez
Aída Gómez Agudo (n. Madrid, 12 de junio de 1967) es una directora, coreógrafa y bailarina española de danza clásica y flamenco. Se inició en el mundo de la danza cuando era muy joven y, poco después, ingresó en el Ballet Nacional de España, donde se convirtió primero en bailarina (1982-1998) y, posteriormente, en directora (1998-2001). En 2015, fue nombrada directora del Festival Internacional de Danza y, en 2016, directora del festival Suma Flamenca.

## Formación y primeros años
Comenzó su formación en danza española a los siete años y a los once se inició en danza clásica. A los doce años, obtuvo Matrícula de Honor en el Conservatorio Superior de Danza de Madrid a la vez que estudiaba Danza Clásica y Española con los profesores Juana Taft, Maestro Ontin, Pilar de Oro, Aurora Pons, Merche Esmeralda, Juanjo Linares, Paco Fernández, Carmina Ocaña, María Magdalena, Ciro, La Tati, Manolete, Lola de Ávila, Luis Fuente, Aurora Bosch y Victoria Eugenia.

## Ballet Nacional de España
En 1981, cuando tenía catorce años, ingresó en el Ballet Nacional de España (BNE), lo que supuso el impulso definitivo para su carrera. Realizó su debut de la mano de Antonio Ruiz Soler «el Bailarín», interpretando desde el principio el papel de solista en Sonatas del Padre Soler, Puerta de Tierra y Corpus. Posteriormente, de mano de la directora María de Ávila, volvió a actuar como solista en Danza y Tronío de Guillermina Martínez Cabrejas «Mariemma», Ritmos de Alberto Lorca y Medea de José Granero. En 1985, ascendió a primera bailarina, donde brilló junto con Antonio Gades en obras como Don Juan, Carmen y Bodas de sangre, esta última en el décimo aniversario de la creación del Ballet Nacional.
A partir de esa fecha, participó en numerosos proyectos entre los que destacan el homenaje a Antonia Mercé «La Argentina», en el teatro María Guerrero de Madrid, así como las galas internacionales de Estrellas de la Danza en Trieste y Carcasona y las galas sobre la escuela bolera, en las que intervino junto a José Antonio en el paso a dos Puertas de Tierra. En diciembre de 1990, interpretó con sus castañuelas La Cachucha, baile tradicional de la danza clásica española, como parte del festival Bailar España que se celebró en el Gran Teatro Mariinski de San Petersburgo.
Paralelamente a su actividad en el BNE, se incorpora como artista invitada, en 1996, a la compañía de Joaquín Cortés, con quien llegó a actuar en el Royal Albert Hall en Londres y en el Radio City de Nueva York. En octubre de 1997, participó en la inauguración del Teatro Real de Madrid bailando 'La Molinera' de El sombrero de tres picos, en la coreografía tradicional de El Bailarín con vestuario, decorados y telón diseñados por Picasso. Aquel mismo año, el bailarín francés Maurice Béjart la invitó a impartir danza española para la compañía que él mismo había fundado en 1987, la Béjart Ballet Lausanne.
En 1998, fundó su propia compañía y fue nombrada directora del Ballet Nacional, convirtiéndose en la directora más joven de la historia de la institución. También interpreta Poeta, un homenaje a Rafael Alberti y, un año después, coreografía Semblanzas. Ese mismo año, estrena dos obras: Silencio Rasgado y Mensaje. El reconocimiento de la crítica la lleva a bailar con maestros de la danza como el bailarín, director y coreógrafo argentino Julio Bocca.
A comienzos del año 2000, inició un nuevo programa en el que llegó a interpretar a Frida Kahlo con una coreografía personalizada de Antonio Canales, y a la famosa Carmen de la mano de José Antonio.
En febrero de 2001, es destituida como directora artística del Ballet Nacional por el director general del Instituto Nacional de las Artes Escénicas y de la Música (INAEM) como consecuencia de una serie de conflictos laborales surgidos durante su tiempo al frente del mismo.

## Después del Ballet Nacional
En 2001, Aída Gómez crea su propia empresa de producción y distribución de espectáculos y se lanza al estreno de Solos en Compañía, donde debuta como directora, coreógrafa y diseñadora de vestuario. En 2002, estrena su nuevo proyecto, Salomé, bajo la dirección escénica de Carlos Saura. La obra, una adaptación musical cinematográfica del mito bíblico sobre la mujer que pidió a Herodes la cabeza de San Juan Bautista, mezcla palos de sevillanas con danza clásica, danza de la escuela bolera y bailes turcos. El flamenco es la base rítmica de la película, pero el espectro musical es muy amplio, con influencias árabes y de piezas religiosas occidentales. La excelente crítica recibida hace que sea nominada para participar en el Festival de Cine de Valladolid y que sea galardonada con un Goya a la mejor música original, continuando como película de apertura de los festivales de cine de Bruselas, París y Miami.
En febrero de 2003, estrena Sueños, un espectáculo formado por cinco obras breves coreografiadas por ella misma, en la Scala de Milán. Ese mismo año, en marzo, participa como invitada en el programa televisivo Un paso adelante, y en mayo coreografía y baila el espectáculo Duende para la Red Nacional de Teatros bajo la dirección escénica de José Carlos Plaza. Ese mismo año estrena también Suite Española.
En 2004, Aída Gómez se unió al bailarín vasco Igor Yebra para bailar en Wallada, un musical de rock sinfónico que combina baile clásico, español y flamenco y que se representó como parte del Festival Internacional de la Guitarra en los Jardines del Alcázar de Córdoba. El musical cuenta una historia real sucedida en la Córdoba de los omeyas, en la que la hija de un califa (interpretada por Aída Gómez) enamora a un aristócrata y poeta (Igor Yebra) y su objetivo, según el productor Javier García, era “dar respuesta a un momento político en el que falta entendimiento entre culturas”, ya que “en ese momento sí lo hubo”.
En 2005, Gómez participó en la gala 50 años de danza española celebrada en septiembre en el Teatro de la Zarzuela de Madrid en homenaje al bailarín Antonio Gades, fallecido en julio del año anterior. La gala contó con la colaboración de otros grandes nombres del flamenco como Pilar López, Sara Baras, Manolete, Paco Ibáñez y El Lebrijano. Aída Gómez, que bailó Bodas de Sangre con Gades en el décimo aniversario del Ballet Nacional de España, interpretó Silencio rasgado, un montaje que había estrenado por primera vez con el BNE en 1998.
En 2006, estrenó su versión de Carmen en el Teatro Villamarta de Jerez. Este espectáculo se basa en la novela de Prosper Mérimée del mismo nombre, cuya historia, adaptada a la ópera por Georges Bizet en 1875, se desarrolla en la Sevilla de finales del siglo XIX y gira en torno a la trágica relación surgida entre Carmen y un alto cargo del Regimiento de Dragones de Alcalá, Don José, que acaba con el asesinato de la protagonista por parte de este. A pesar de las numerosas versiones que se han realizado de esta obra (dos de ellas por coreógrafos con los que la propia Gómez había trabajado), este espectáculo buscaba separarse de esas otras versiones y dotar al personaje de una nueva autenticidad. Según Aída Gómez, “lo más importante es lograr aportar algo nuevo, una visión que sin desdeñar el pasado, el argumento, la tradición, dé la idea de la Carmen contemporánea y comunicativa con relación a los problemas vitales de la mujer de hoy que, [...] en muchos aspectos, son los problemas de siempre”. El espectáculo, además de con la música de José Antonio Rodríguez, contó con veinte bailarines en escena, una escenografía muy simple y un guion elaborado al estilo flash-back con el objetivo de llevar la acción a la óptica femenina.
En 2008, estrenó, en el Teatro Albéniz de Madrid, un espectáculo titulado Permíteme Bailarte, basado en una lectura actual de la antigua escuela bolera, un estilo de baile que surge en Andalucía en el siglo XVIII por la transformación de ciertos bailes populares en danzas de exhibición profesional de gran complejidad y barroquismo. Con este espectáculo, Aída Gómez buscaba reivindicar “algo tan bello como tan nuestro” y demostrar que la escuela bolera puede transportarse a cualquier música, por lo que Permíteme Bailarte cuenta con la influencia de música de varias épocas y estilos.
En 2010, Aída Gómez colaboró con el cineasta Bigas Luna en la creación de una coreografía para el Pabellón de España en la Exposición Universal de Shanghái, y recibió el Premio La Barraca de la Universidad Menéndez Pelayo. En fin de año participó en la gala del Teatro Real de Madrid, que fue retransmitida en directo en toda Europa a través del canal de televisión ARTE y en La 2 de Televisión Española. La gala, bajo la dirección artística de Emilio Sagi, contó con la participación de grandes cantantes, bailarines y músicos, como la soprano María Bayo, el tenor Ismael Jordi, el guitarrista Cañizares y la Compañía de Antonio Gades.

## Últimos proyectos (2012-)
En 2012, Aída Gómez estrena junto con Suma Flamenca y Juan Parrilla la representación Adalí, cuyo fin era presentar una visión única y personal del baile español. Ella define su baile como un baile español en conjunto y en todas sus diversas vertientes. Para Gómez, el baile flamenco representa indudablemente un elemento fundamental del patrimonio español junto con el arte, y es eso lo que busca plasmar en esta obra. En esta representación, Gómez toma el nombre de la lengua calé que denomina a Madrid, su ciudad natal, con la evidente función de entremezclar el teatro, el baile y la creación literaria para crear un espectáculo único, acompañada de la música de Juan Parrilla y de los bailarines Christian Lozano y Eduardo Guerrero, compañeros suyos en otras representaciones.
En 2015, Aída Gómez se lanza a trabajar en un proyecto nuevo conocido como Madrid en Danza, acompañada de dieciocho compañías internacionales de países como Estados Unidos, Francia, Alemania o Japón tales como la Dresden Frankfurt Dance Company o compañías de renombre japonesas como OrganWorks o MatchAtria. Este proyecto no solo tuvo lugar en Madrid, sino también en otros teatros de la región como San Lorenzo de El Escorial y el Centro Cultural La Cabrera. El proyecto contó también con la colaboración de otros creadores artísticos españoles como Pablo Esbert Lilienfeld.
En 2016, Gómez participó en una representación musical de la obra clásica Lisístrata de Aristófanes, que Miguel Narros adaptó al flamenco como La guerra de las mujeres. Acompañada de artistas como Antonio Canales y Estrella Morente, Gómez narra en formato musical el relato de un grupo de mujeres que decide hacer huelga sexual para que sus maridos abandonen sus pretensiones de guerra. La representación tuvo lugar en el Teatro Romano de Mérida y gozó de gran éxito.

## Premios
- 1997. Premio Max a la mejor bailarina. Fundación SGAE (Sociedad General de Autores y Editores).

- 2000. Medalla de Plata. Teatro de Bellas Artes de México.

- 2004. Premio Nacional de Danza (Interpretación). Ministerio de Cultura.

- 2005. Premio Mujer del Año por su trayectoria profesional. Revista Glamour.

- 2006. Premio Zapatillas de Plata. Ayuntamiento de Almería e Indanza.

- 2007. Premio Chivas Telón a la Mejor Intérprete.

- 2008. Premio ADPE (Asociación de Profesores de Danza Española) y Premio de Cultura de la Comunidad de Madrid.

- 2009. Premio Teatro Juan Bravo.

- 2009. Premio La Barraca a las Artes Escénicas.[22]

- 2010. Premio La Barraca. Universidad Internacional Menéndez Pelayo.

- 2012. Premio Rojas del Teatro de Rojas de Toledo y Premio Primavera de Peña Chicote.

- 2013. Premio Actúa. Fundación AISGE (Artistas Intérpretes, Sociedad de Gestión).

- 2015. Premio Gran Cruz de la Orden del Dos de Mayo. Comunidad de Madrid.

- 2017. Medalla de Oro al Mérito en el Trabajo. Ministerio de Empleo y Seguridad Social.